# Alex Diego
Alex Diego Tejado (ur. 1 lipca 1985 w mieście Meksyk) – meksykański piłkarz pochodzenia włoskiego występujący na pozycji defensywnego pomocnika, obecnie trener.

## Kariera klubowa
Diego pochodzi ze stołecznego miasta Meksyk i jest wychowankiem akademii juniorskiej tamtejszego klubu Pumas UNAM, w której rozpoczął treningi jako czternastolatek. Po upływie kilku sezonów, podczas których zaliczał udane występy w trzecioligowych rezerwach zespołu, został włączony do treningów pierwszej drużyny, lecz nie zdołał zadomowić się w niej na dłużej i na początku 2006 roku na zasadzie półrocznego wypożyczenia zasilił drużynę Jaguares de Chiapas z siedzibą w mieście Tuxtla Gutiérrez. Tam, za kadencji szkoleniowca Luisa Fernando Teny, zadebiutował w meksykańskiej Primera División, 21 stycznia 2006 w wygranym 3:1 meczu z Guadalajarą. Podczas swojego pobytu w tej ekipie pełnił jednak wyłącznie rolę rezerwowego, a po powrocie do Pumas również nie potrafił wywalczyć sobie miejsca w wyjściowej jedenastce. W jesiennym sezonie Apertura 2007 zdobył z zespołem prowadzonym przez Ricardo Ferrettiego wicemistrzostwo kraju, będąc głębokim rezerwowym drużyny, zaś w wiosennych rozgrywkach Clausura 2009 zanotował swoje premierowe mistrzostwo Meksyku, nie pojawiając się jednak wówczas ani razu na ligowych boiskach.
Latem 2010 Diego został piłkarzem zespołu Atlante FC z siedzibą w Cancún, gdzie zaczął notować częstsze występy w lidze. W barwach tej drużyny zdobył swojego premierowego gola w najwyższej klasie rozgrywkowej, 13 kwietnia 2011 w wygranej 4:1 konfrontacji z Querétaro. W lipcu 2012, po półroczu spędzonym w roli rezerwowego, został wypożyczony do drugoligowego Lobos BUAP z miasta Puebla, którego barwy reprezentował przez rok jako podstawowy zawodnik, jednak bez większych sukcesów.
| Sezon     | Klub                | Kraj   | Rozgrywki  | Mecze | Bramki |
| --------- | ------------------- | ------ | ---------- | ----- | ------ |
| 2005/2006 | Jaguares de Chiapas | Meksyk | Liga MX    | 6     | 0      |
| 2006/2007 | Pumas UNAM          | Meksyk | Liga MX    | 10    | 0      |
| 2007/2008 | Pumas UNAM          | Meksyk | Liga MX    | 6     | 0      |
| 2008/2009 | Pumas UNAM          | Meksyk | Liga MX    | 7     | 0      |
| 2009/2010 | Pumas UNAM          | Meksyk | Liga MX    | 5     | 0      |
| 2010/2011 | Atlante FC          | Meksyk | Liga MX    | 24    | 1      |
| 2011/2012 | Atlante FC          | Meksyk | Liga MX    | 19    | 0      |
| 2012/2013 | Lobos BUAP          | Meksyk | Ascenso MX | 27    | 2      |
| 2013/2014 | Atlante FC          | Meksyk | Liga MX    | 4     | 0      |
| 2013/2014 | Delfines del Carmen | Meksyk | Ascenso MX | 1     | 0      |
| 2014/2015 | Alebrijes de Oaxaca | Meksyk | Ascenso MX | 19    | 1      |
| 2015/2016 | Alebrijes de Oaxaca | Meksyk | Ascenso MX | 9     | 0      |